# Puig Bernat (Amer)
El Puig Bernat és una muntanya de 771 metres que es troba al municipi d'Amer, a la comarca catalana de la Selva.